# Acacia retinodes
Acacia retinodes, la acacia plateada, es una especie arbórea perenne, cosmopolita. Es inusual entre las Acacias, ya que tiene flores todo el año. Algunos nombres comunes para Acacia retinodes son acacia amarilla, mimosa, mimosa de las cuatro estaciones, acacia verde.

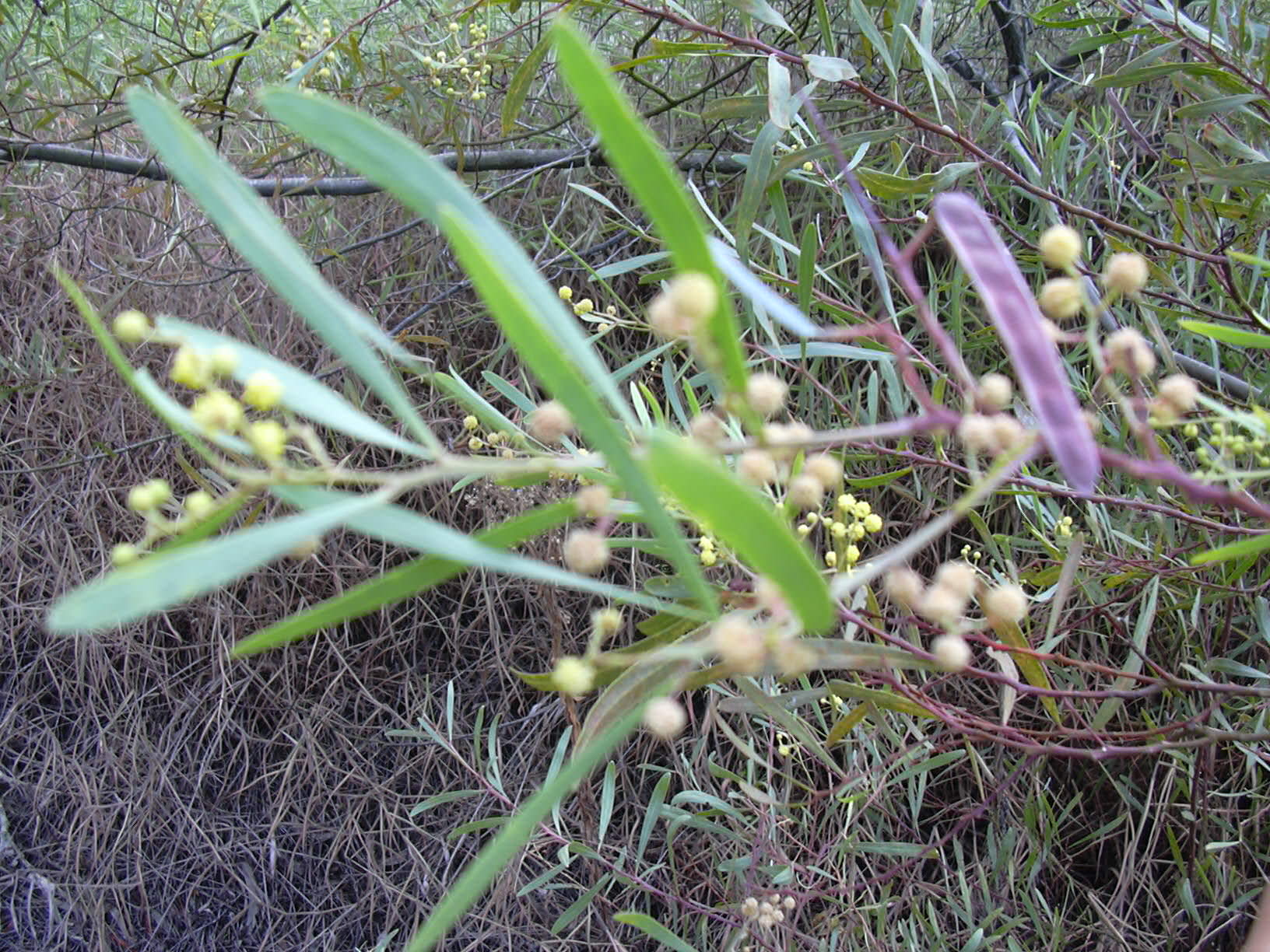
Flores y vainas de Acacia retinodes -- foto de Forest & Kim Starr.

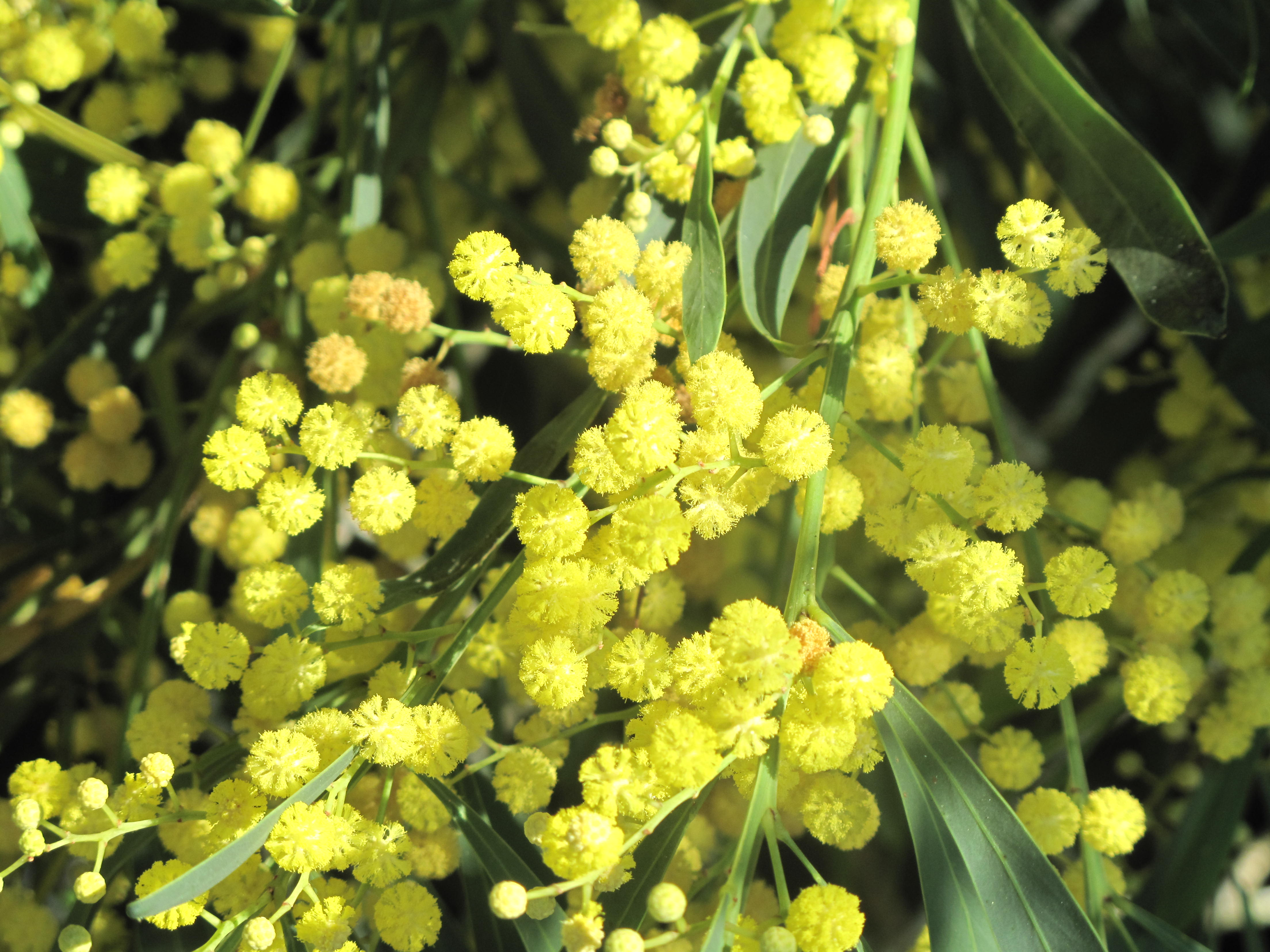
Flores

Crece de 6-10 m.

## Usos
Muy usada en manejo de ambientes arenosos para fijar dunas, y también para propósitos ornamentales. Produce buenas cantidades de goma y su corteza es buena para producir tanino.

## Taxonomía
Acacia retinodes fue descrita por Diederich Franz Leonhard von Schlechtendal y publicado en Linnaea 20(6): 664–665. 1847.
Etimología
Ver: Acacia: Etimología
Variedades botánicas
- Acacia retinodes var. retinodes
- Acacia retinodes var. uncifolia

Sinonimia:
- Acacia floribunda sensu auct.
- Acacia fragrans Pottier
- Acacia longissima Chopinet
- Acacia provincialis A.Camus
- Acacia retinodes Schltdl. var. floribunda H.Vilm.
- Acacia retinoide Schltr.
- Acacia retinoides Schltr.
- Acacia rhetinoides Schltr.
- Acacia rostellifera sensu auct.
- Acacia semperflorens A.Berger[7]